# Jessie Bond
Jessie Bond   (Pratt Street, 10 de gener de 1853 - Worthing, 17 de juny de 1942) va ser una cantant i actriu anglesa més coneguda per la creació de papers de soubrette de mezzosoprano a les òperes còmiques de Gilbert i Sullivan. Va passar vint anys a l'escenari, la major part amb la Companyia d'Òpera d'Oyly Carte.
Musical des de petita, Bond va començar la seva carrera de cant a Liverpool el 1870. Als 17 anys va començar un matrimoni breu i infeliç. Després d'abandonar el seu abusiu marit, va continuar la seva carrera concertística i va estudiar a la Royal Academy of Music de Londres amb professors de cant tan famosos com Manuel García.
Als 25 anys, el 1878, Jessie Bond va començar la seva carrera teatral creant el paper de Cousin Hebe a l'artista H.M.S. Pinafore de Gilbert & Sullivan, que es va convertir en un èxit internacional. Després d'això, va crear rols d'importància creixent amb la Companyia D'Oyly Carte Opera en una sèrie d'òperes còmiques d'èxit, incloent el paper principal a Iolanthe (1882), Pitti Sing a The Mikado (1885), Mad Margaret a Ruddigore (1887)), Phoebe a The Yeomen of the Guard (1888), Tessa a The Gondoliers (1889) i altres.
Durant la dècada de 1890, va continuar actuant al West End diversos anys més, mentre la cortejava Lewis Ransome, un enginyer civil. El 1897, als 44 anys, Bond es va casar amb Ransome i va deixar l'escenari. Van estar feliçment casats durant 25 anys, traslladant-se a Nottinghamshire, on Bond va viure la vida de l'esposa d'un escuder del país. De tant en tant també donava concerts benèfics i ajudava companyies de teatre amateur. Va sobreviure al seu marit durant vint anys, fins als 89 anys.